# Ванха Сатама
Ванха Сатама (Старый Порт) — здание, расположенное в районе Катаянокка в Хельсинки. В помещениях организуются различные мероприятия, такие как ярмарки, семинары и вечеринки. Wanha Satama Interactive Oy отвечает за работу Wanha Satama.

## История Старого Порта

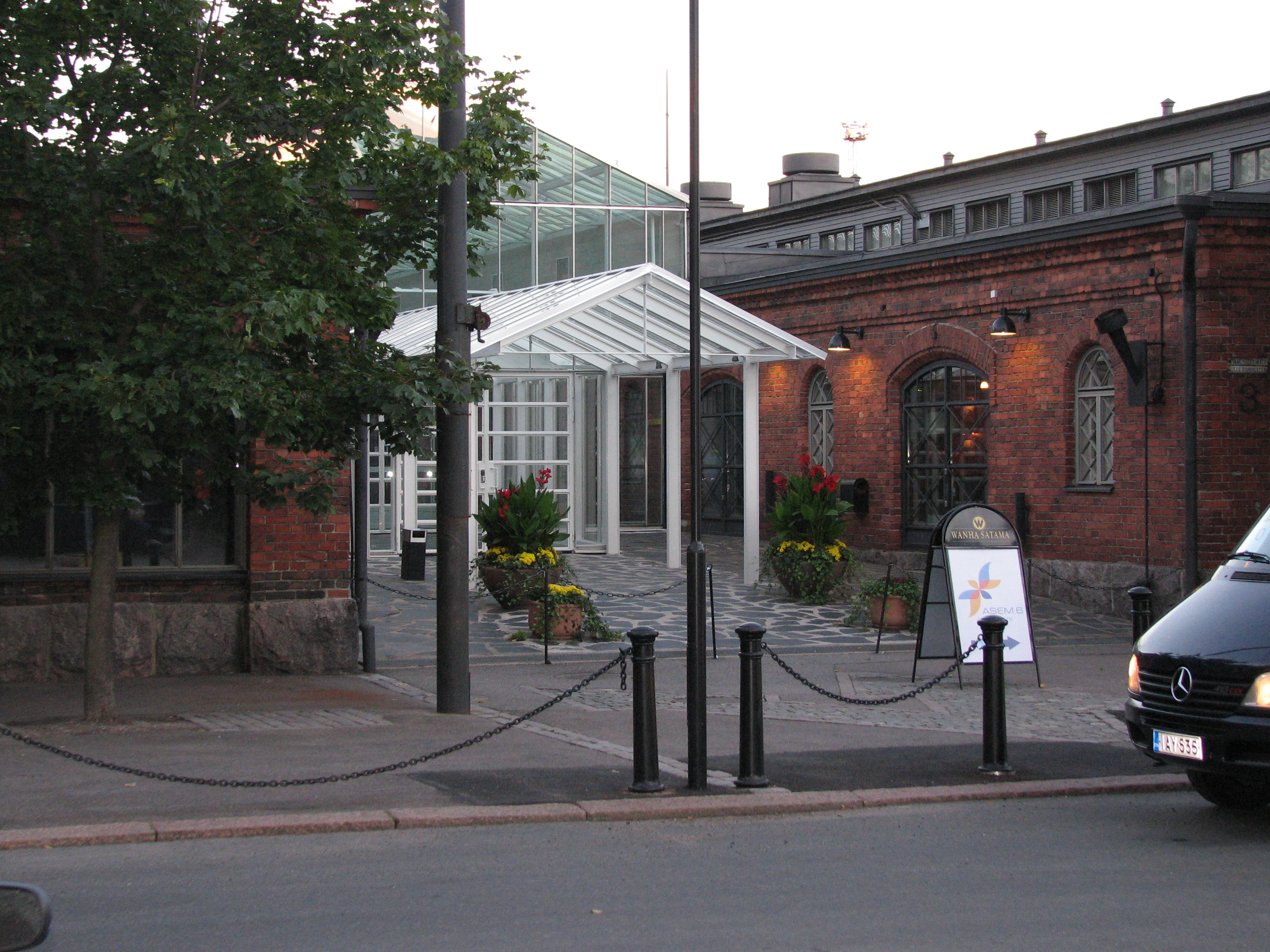

Этапы строительства порта Катаянокка неразрывно связаны с развитием Helsingin Makasiini Osakeyhtiö. Уже в начале 1890-х годов был издан указ об универсальных складах временного хранения, которые имели право выдавать варранты, то есть депозитные сертификаты, на оставленные на хранении нетаможенные товары.
Для складских операций была создана компания, и городской совет отнесся к этому благосклонно. Город сразу же стал партнером, передав квартал Руусунмарья складскому зданию. В 1896 году здесь был построен первый в порту ордерный склад, а вскоре по обеим сторонам Лауккасааренкату в блоках Селья и Поппель были построены двойные склады. Селья и Поппели все ещё существуют, сегодня они называются Старым Портом.
В начале XX века Старый Порт служил таможенными складами для крупных торговых домов, когда между зданиями проходила Портовая железная дорога, которая шла от железнодорожного депо Тёёлё до Катаянокки, по которой, в том числе, перевозили специи и кофе .
Масштабная реконструкция позволила сохранить склады Старого Порта: в 1984 году по итогам конкурса, организованного Управлением порта Хельсинки, архитекторы Heikkilä & Kauppinen спроектировали, а Puolimatka реализовала реконструкцию.
Helsingin Messut Oy переехала в Wanha Satama в 1989 году. Helsingin Messut Oy была основана в 1981 году предпринимателем Маркку Нюканеном, который продал компанию тогдашней Insinöörilehdet Oy, ныне Talentum Oy. В конце 1993 года владельцем компании стала Navarino Oy. В конце 2004 года Suomen Messut Osuuskunta купила собственность Wanha Satama и бизнес Helsingin Messut Oy. В апреле 2018 года собственником стала Wanha Satama Interactive Oy.

## Старый Порт сегодня
В Старом Порту организуются многочисленные ярмарки, семинары и вечеринки. Помещения включают обеденный ресторан Jugang, тренажерный зал Beast Factory и аукционный дом Bukowskis. Организация мероприятий Wanha Satama находится в ведении Wanha Satama Interactive Oy, генеральным директором которой является Ану Синисало.